# Миранда, Диего
Диего Арманда Миранда (исп. Diego Armando Miranda; родился 20 января 1986 года, Итаугуа, Парагвай) — парагвайский футболист, нападающий.

## Биография
С 2004 по 2007 год выступал за клуб «12 октября», где за 50 матчей забил 4 мяча. В 2008 году перешёл в «Химнасию и Эсгриму» из Сан-Сальвадора-де-Жужуя, где дебютировал 17 февраля 2008 года в матче против «Эстудиантеса». Свой первый гол забил в ворота «Арсенала (Саранди)». Всего за «Химнасию и Эсгриму» провёл 26 матчей.
В 2010 году перешёл в «Спортиво Триниденсе», где за 13 матчей забил 3 мяча. В 2012 году находился в «Ривер Плейт (Асунсьон)», но не проведя ни одной игры, ушёл из клуба.